# Gaztelugatxe
Gaztelugatxe je neobydlený skalnatý ostrůvek v Biskajském zálivu, který patří Španělsku. Nachází se nedaleko města Bermeo v Baskickém autonomním společenství a s pobřežím je spojen umělým kamenným mostem. Je dlouhý 270 metrů, široký 80 metrů a jeho nejvyšší bod se nachází 70 metrů nad mořskou hladinou. Ostrov je součástí stejnojmenného chráněného biotopu a patří k největším turistickým atrakcím baskického pobřeží.
Název pochází z baskických slov gaztelu (hrad) a gaitz (nepřístupný). Na ostrově se nachází středověká poustevna zasvěcená Janu Křtiteli (první písemná zmínka o ní pochází z roku 1053), k níž vede od pobřeží 241 schodů. Nachází se zde otisk nohy připisovaný Janu Křtiteli a zvonek, na který návštěvníci podle tradice zvoní pro štěstí. S místem jsou spjaty četné legendy místních rybářů. V roce 1978 kostelík vyhořel a v roce 1980 byl obnoven, pravidelné bohoslužby se zde však nekonají.
Ostrov byl využit pro natáčení seriálu Hra o trůny. Místo je také vyhledáváno sportovními potápěči.